# Jérémy Guillemenot
Jérémy Bruno Guillemenot (ur. 6 stycznia 1998 w Genewie) – szwajcarski piłkarz występujący na pozycji napastnika w szwajcarskim klubie FC Sankt Gallen oraz w reprezentacji Szwajcarii U-21.

## Kariera klubowa

### Servette FC
W 2008 dołączył do akademii Servette FC. Zadebiutował 22 maja 2015 w meczu Swiss Challenge League przeciwko FC Schaffhausen (1:2). 1 lipca 2015 został na stałe przesunięty do pierwszego zespołu. Po zakończeniu sezonu 2014/15 na drugim miejscu jego zespół nie otrzymał licencji na grę w Swiss Challenge League i został zdegradowany do trzeciego poziomu rozgrywkowego. Pierwszą bramkę zdobył 8 sierpnia 2015 w meczu Swiss Promotion League przeciwko FC Sankt Gallen U-21 (0:2). W sezonie 2015/16 jego zespół zajął pierwsze miejsce w tabeli i awansował do wyższej ligi.

### FC Barcelona B
1 lipca 2016 podpisał kontrakt z klubem FC Barcelona B. Zadebiutował 11 września 2016 w meczu Segunda División B przeciwko CD Alcoyano (3:2), w którym zdobył swoją pierwszą bramkę.

### CE Sabadell FC
1 września 2017 został wysłany na wypożyczenie do drużyny CE Sabadell FC. Zadebiutował 10 września 2017 w meczu Segunda División B przeciwko CF Badalona (0:0). Pierwszą bramkę zdobył 6 stycznia 2018 w meczu ligowym przeciwko Elche CF (0:1).

### Rapid Wiedeń
25 lipca 2018 przeszedł do zespołu Rapidu Wiedeń. Zadebiutował 9 sierpnia 2018 w meczu kwalifikacji do Ligi Europy przeciwko Slovanowi Bratysława (2:1). W Bundeslidze zadebiutował 12 sierpnia 2018 w meczu przeciwko Wolfsberger AC (0:0).

### FC Sankt Gallen
30 stycznia 2019 podpisał kontrakt z klubem FC Sankt Gallen. Zadebiutował 16 lutego 2019 w meczu Swiss Super League przeciwko FC Thun (1:3). Pierwszą bramkę zdobył 3 marca 2019 w meczu ligowym przeciwko Neuchâtel Xamax (3:0). W sezonie 2019/20 jego zespół zajął drugie miejsce w tabeli zdobywając wicemistrzostwo Szwajcarii. 

## Kariera reprezentacyjna

### Szwajcaria U-16
W 2013 roku otrzymał powołanie do reprezentacji Szwajcarii U-16. Zadebiutował 5 września 2013 w meczu towarzyskim przeciwko reprezentacji Hiszpanii U-16 (4:2), w którym zdobył swoją pierwszą bramkę.

### Szwajcaria U-17
W 2014 roku otrzymał powołanie do reprezentacji Szwajcarii U-17. Zadebiutował 19 sierpnia 2014 w meczu towarzyskim przeciwko reprezentacji Niemiec U-17 (0:3), w którym zdobył swoją pierwszą bramkę.

### Szwajcaria U-18
W 2015 roku otrzymał powołanie do reprezentacji Szwajcarii U-18. Zadebiutował 22 września 2015 w meczu towarzyskim przeciwko reprezentacji Danii U-18 (2:1). Pierwszą bramkę zdobył 24 września 2015 w meczu towarzyskim przeciwko reprezentacji Danii U-18 (4:3).

### Szwajcaria U-19
W 2015 roku otrzymał powołanie do reprezentacji Szwajcarii U-19. Zadebiutował 12 listopada 2015 w meczu eliminacji do Mistrzostw Europy U-19 2016 przeciwko reprezentacji Andory U-19 (1:0). Pierwszą bramkę zdobył 1 września 2016 w meczu towarzyskim przeciwko reprezentacji Słowacji U-19 (1:3).

### Szwajcaria U-20
W 2017 roku otrzymał powołanie do reprezentacji Szwajcarii U-20. Zadebiutował 5 października 2017 w meczu U20 Elite League przeciwko reprezentacji Portugalii U-20 (1:1).

### Szwajcaria U-21
W 2018 roku otrzymał powołanie do reprezentacji Szwajcarii U-21. Zadebiutował 7 września 2018 w meczu eliminacji do Mistrzostw Europy U-21 2019 przeciwko reprezentacji Bośni i Hercegowiny U-21 (3:0). Pierwszą bramkę zdobył 22 marca 2019 w meczu towarzyskim przeciwko reprezentacji Chorwacji U-21 (4:1).

## Statystyki

### Klubowe
(aktualne na dzień 1 marca 2021)
| Klub               | Sezon              | Liga                   | Liga  | Liga   | Puchar kraju | Puchar kraju | Europa | Europa | Suma  | Suma   |
| Klub               | Sezon              | Liga                   | Mecze | Bramki | Mecze        | Bramki       | Mecze  | Bramki | Mecze | Bramki |
| ------------------ | ------------------ | ---------------------- | ----- | ------ | ------------ | ------------ | ------ | ------ | ----- | ------ |
| Servette FC        | 2014/15            | Swiss Challenge League | 3     | 0      | 0            | 0            | –      | –      | 3     | 0      |
| Servette FC        | 2015/16            | Swiss Promotion League | 22    | 6      | 1            | 1            | –      | –      | 23    | 7      |
| Servette FC        | Ogólnie            | Ogólnie                | 25    | 6      | 1            | 1            | 0      | 0      | 26    | 7      |
| FC Barcelona B     | 2016/17            | Segunda División B     | 2     | 1      | 0            | 0            | –      | –      | 2     | 1      |
| FC Barcelona B     | Ogólnie            | Ogólnie                | 2     | 1      | 0            | 0            | 0      | 0      | 2     | 1      |
| CE Sabadell FC     | 2017/18            | Segunda División B     | 23    | 1      | 0            | 0            | –      | –      | 23    | 1      |
| CE Sabadell FC     | Ogólnie            | Ogólnie                | 23    | 1      | 0            | 0            | 0      | 0      | 23    | 1      |
| Rapid Wiedeń       | 2018/19            | Bundesliga             | 3     | 0      | 1            | 0            | 1      | 0      | 5     | 0      |
| Rapid Wiedeń       | Ogólnie            | Ogólnie                | 3     | 0      | 1            | 0            | 1      | 0      | 5     | 0      |
| FC Sankt Gallen    | 2018/19            | Swiss Super League     | 11    | 3      | 0            | 0            | 0      | 0      | 11    | 3      |
| FC Sankt Gallen    | 2019/20            | Swiss Super League     | 32    | 6      | 1            | 0            | –      | –      | 33    | 6      |
| FC Sankt Gallen    | 2020/21            | Swiss Super League     | 21    | 3      | 0            | 0            | 1      | 0      | 22    | 3      |
| FC Sankt Gallen    | Ogólnie            | Ogólnie                | 64    | 12     | 1            | 0            | 1      | 0      | 66    | 12     |
| Ogólnie w karierze | Ogólnie w karierze | Ogólnie w karierze     | 117   | 20     | 3            | 1            | 2      | 0      | 122   | 21     |

### Reprezentacyjne
(aktualne na dzień 1 marca 2021)
| Reprezentacja   | Rok     | Mecze | Bramki |
| --------------- | ------- | ----- | ------ |
| Szwajcaria U-16 |         |       |        |
| 2013            | 3       | 1     |        |
| 2014            | 5       | 0     |        |
| Ogólnie         | Ogólnie | 8     | 1      |
| Szwajcaria U-17 |         |       |        |
| 2014            | 5       | 4     |        |
| Ogólnie         | Ogólnie | 5     | 4      |
| Szwajcaria U-18 |         |       |        |
| 2015            | 4       | 3     |        |
| 2016            | 1       | 0     |        |
| Ogólnie         | Ogólnie | 5     | 3      |
| Szwajcaria U-19 |         |       |        |
| 2015            | 3       | 0     |        |
| 2016            | 9       | 5     |        |
| 2017            | 1       | 3     |        |
| Ogólnie         | Ogólnie | 13    | 8      |
| Szwajcaria U-20 |         |       |        |
| 2017            | 3       | 0     |        |
| 2018            | 4       | 0     |        |
| 2019            | 1       | 0     |        |
| Ogólnie         | Ogólnie | 8     | 0      |
| Szwajcaria U-21 |         |       |        |
| 2018            | 3       | 0     |        |
| 2019            | 6       | 3     |        |
| 2020            | 4       | 1     |        |
| Ogólnie         | Ogólnie | 13    | 4      |

| Mecze i gole w reprezentacji | Mecze i gole w reprezentacji | Mecze i gole w reprezentacji | Mecze i gole w reprezentacji | Mecze i gole w reprezentacji | Mecze i gole w reprezentacji | Mecze i gole w reprezentacji | Mecze i gole w reprezentacji |
| Szwajcaria U-16              | Szwajcaria U-16              | Szwajcaria U-16              | Szwajcaria U-16              | Szwajcaria U-16              | Szwajcaria U-16              | Szwajcaria U-16              | Szwajcaria U-16              |
| Lp.                          | Data                         | Miejsce                      | Gospodarz                    | Gość                         | Wynik                        | Gol                          | Rozgrywki                    |
| ---------------------------- | ---------------------------- | ---------------------------- | ---------------------------- | ---------------------------- | ---------------------------- | ---------------------------- | ---------------------------- |
| 1.                           | 05.09.2013                   | Niederhasli                  | Szwajcaria U-16              | Hiszpania U-16               | 4:2                          | Gol                          | Mecz towarzyski              |
| 2.                           | 01.10.2013                   | Oeiras                       | Portugalia U-16              | Szwajcaria U-16              | 1:1                          |                              | Mecz towarzyski              |
| 3.                           | 03.10.2013                   | Massamá                      | Portugalia U-16              | Szwajcaria U-16              | 3:0                          |                              | Mecz towarzyski              |
| 4.                           | 08.04.2014                   |                              | Słowenia U-16                | Szwajcaria U-16              | 2:0                          |                              | Mecz towarzyski              |
| 5.                           | 10.04.2014                   |                              | Słowenia U-16                | Szwajcaria U-16              | 2:1                          |                              | Mecz towarzyski              |
| 6.                           | 13.05.2014                   | Magglingen                   | Szwajcaria U-16              | Chorwacja U-16               | 2:2 k. 3:4                   |                              | Mecz towarzyski              |
| 7.                           | 14.05.2014                   | Magglingen                   | Szwajcaria U-16              | Irlandia U-16                | 1:1 k. 4:2                   |                              | Mecz towarzyski              |
| 8.                           | 16.05.2014                   | Magglingen                   | Szwajcaria U-16              | Austria U-16                 | 1:1 k. 3:2                   |                              | Mecz towarzyski              |
| Szwajcaria U-17              |                              |                              |                              |                              |                              |                              |                              |
| Lp.                          | Data                         | Miejsce                      | Gospodarz                    | Gość                         | Wynik                        | Gol                          | Rozgrywki                    |
| 1.                           | 19.08.2014                   | Enzesfeld-Lindabrunn         | Niemcy U-17                  | Szwajcaria U-17              | 0:3                          | Gol · Gol                    | Mecz towarzyski              |
| 2.                           | 21.08.2014                   | Traiskirchen                 | Szwajcaria U-17              | Bułgaria U-17                | 1:1                          | Gol                          | Mecz towarzyski              |
| 3.                           | 23.10.2014                   | Maasmechelen                 | Szwajcaria U-17              | Bośnia i Hercegowina U-17    | 0:1                          |                              | el. ME U-17 2015             |
| 4.                           | 25.10.2014                   | Beringen                     | Azerbejdżan U-17             | Szwajcaria U-17              | 2:1                          |                              | el. ME U-17 2015             |
| 5.                           | 28.10.2014                   | Beringen                     | Szwajcaria U-17              | Belgia U-17                  | 1:0                          | Gol                          | el. ME U-17 2015             |
| Szwajcaria U-18              |                              |                              |                              |                              |                              |                              |                              |
| Lp.                          | Data                         | Miejsce                      | Gospodarz                    | Gość                         | Wynik                        | Gol                          | Rozgrywki                    |
| 1.                           | 22.09.2015                   | Delley-Portalban             | Szwajcaria U-18              | Dania U-18                   | 2:1                          |                              | Mecz towarzyski              |
| 2.                           | 24.09.2015                   | Delley-Portalban             | Szwajcaria U-18              | Dania U-18                   | 4:3                          | Gol                          | Mecz towarzyski              |
| 3.                           | 27.10.2015                   | Cieplice                     | Czechy U-18                  | Szwajcaria U-18              | 1:2                          | Gol                          | Mecz towarzyski              |
| 4.                           | 29.10.2015                   | Uście nad Łabą               | Czechy U-18                  | Szwajcaria U-18              | 2:1                          | Gol                          | Mecz towarzyski              |
| 5.                           | 20.04.2016                   | Grenchen                     | Szwajcaria U-18              | Niemcy U-18                  | 1:1                          |                              | Mecz towarzyski              |
| Szwajcaria U-19              |                              |                              |                              |                              |                              |                              |                              |
| Lp.                          | Data                         | Miejsce                      | Gospodarz                    | Gość                         | Wynik                        | Gol                          | Rozgrywki                    |
| 1.                           | 12.11.2015                   | Oradea                       | Szwajcaria U-19              | Andora U-19                  | 1:0                          |                              | el. ME U-19 2016             |
| 2.                           | 14.11.2015                   | Oradea                       | Wyspy Owcze U-19             | Szwajcaria U-19              | 0:4                          |                              | el. ME U-19 2016             |
| 3.                           | 17.11.2015                   | Oradea                       | Szwajcaria U-19              | Rumunia U-19                 | 3:1                          |                              | el. ME U-19 2016             |
| 4.                           | 25.03.2016                   | Caldogno                     | Szwajcaria U-19              | Turcja U-19                  | 1:4                          |                              | el. ME U-19 2016             |
| 5.                           | 30.03.2016                   | Padwa                        | Izrael U-19                  | Szwajcaria U-19              | 2:0                          |                              | el. ME U-19 2016             |
| 6.                           | 30.08.2016                   | Poprad                       | Słowacja U-19                | Szwajcaria U-19              | 0:1                          |                              | Mecz towarzyski              |
| 7.                           | 01.09.2016                   | Poprad                       | Słowacja U-19                | Szwajcaria U-19              | 1:3                          | Gol · Gol                    | Mecz towarzyski              |
| 8.                           | 04.10.2016                   | Biel/Bienne                  | Szwajcaria U-19              | Dania U-19                   | 1:3                          | Gol                          | Mecz towarzyski              |
| 9.                           | 06.10.2016                   | Biel/Bienne                  | Szwajcaria U-19              | Dania U-19                   | 0:4                          |                              | Mecz towarzyski              |
| 10.                          | 10.11.2016                   | Erywań                       | Szwajcaria U-19              | Armenia U-19                 | 4:0                          |                              | el. ME U-19 2017             |
| 11.                          | 12.11.2016                   | Erywań                       | Szwajcaria U-19              | Węgry U-19                   | 1:2                          | Gol                          | el. ME U-19 2017             |
| 12.                          | 15.11.2016                   | Erywań                       | Włochy U-19                  | Szwajcaria U-19              | 1:1                          | Gol                          | el. ME U-19 2017             |
| 13.                          | 07.06.2017                   | Rapperswil-Jona              | Szwajcaria U-19              | Liechtenstein U-19           | 4:0                          | Gol · Gol · Gol              | Mecz towarzyski              |
| Szwajcaria U-20              |                              |                              |                              |                              |                              |                              |                              |
| Lp.                          | Data                         | Miejsce                      | Gospodarz                    | Gość                         | Wynik                        | Gol                          | Rozgrywki                    |
| 1.                           | 05.10.2017                   | Meyrin                       | Szwajcaria U-20              | Portugalia U-20              | 1:1                          |                              | U20 Elite League             |
| 2.                           | 09.11.2017                   | Uden                         | Holandia U-20                | Szwajcaria U-20              | 1:0                          |                              | U20 Elite League             |
| 3.                           | 13.11.2017                   | Grenchen                     | Szwajcaria U-20              | Czechy U-20                  | 1:4                          |                              | U20 Elite League             |
| 4.                           | 27.03.2018                   | Alessandria                  | Włochy U-20                  | Szwajcaria U-20              | 2:3                          |                              | U20 Elite League             |
| 5.                           | 11.10.2018                   | Rio Maior                    | Portugalia U-20              | Szwajcaria U-20              | 1:1                          |                              | U20 Elite League             |
| 6.                           | 16.10.2018                   | Emden                        | Niemcy U-20                  | Szwajcaria U-20              | 3:2                          |                              | U20 Elite League             |
| 7.                           | 19.11.2018                   | Brno                         | Czechy U-20                  | Szwajcaria U-20              | 2:1                          |                              | U20 Elite League             |
| 8.                           | 25.03.2019                   | Kriens                       | Szwajcaria U-20              | Włochy U-20                  | 3:0                          |                              | U20 Elite League             |
| Szwajcaria U-21              |                              |                              |                              |                              |                              |                              |                              |
| Lp.                          | Data                         | Miejsce                      | Gospodarz                    | Gość                         | Wynik                        | Gol                          | Rozgrywki                    |
| 1.                           | 07.09.2018                   | Zenica                       | Bośnia i Hercegowina U-21    | Szwajcaria U-21              | 3:0                          |                              | el. ME U-21 2019             |
| 2.                           | 11.09.2018                   | Biel/Bienne                  | Szwajcaria U-21              | Liechtenstein U-21           | 3:0                          |                              | el. ME U-21 2019             |
| 3.                           | 16.11.2018                   | La Manga                     | Szwajcaria U-21              | Francja U-21                 | 1:1                          |                              | Mecz towarzyski              |
| 4.                           | 22.03.2019                   | Kriens                       | Szwajcaria U-21              | Chorwacja U-21               | 4:1                          | Gol                          | Mecz towarzyski              |
| 5.                           | 07.06.2019                   | Aarau                        | Szwajcaria U-21              | Słowenia U-21                | 1:2                          | Gol                          | Mecz towarzyski              |
| 6.                           | 10.09.2019                   | Vaduz                        | Liechtenstein U-21           | Szwajcaria U-21              | 0:5                          |                              | el. ME U-21 2021             |
| 7.                           | 11.10.2019                   | Winterthur                   | Szwajcaria U-21              | Gruzja U-21                  | 2:1                          |                              | el. ME U-21 2021             |
| 8.                           | 15.10.2019                   | Sumgait                      | Azerbejdżan U-21             | Szwajcaria U-21              | 0:1                          |                              | el. ME U-21 2021             |
| 9.                           | 19.11.2019                   | Neuchâtel                    | Szwajcaria U-21              | Francja U-21                 | 3:1                          | Gol                          | el. ME U-21 2021             |
| 10.                          | 04.09.2020                   | Szafuza                      | Szwajcaria U-21              | Słowacja U-21                | 4:1                          |                              | el. ME U-21 2021             |
| 11.                          | 08.09.2020                   | Nitra                        | Słowacja U-21                | Szwajcaria U-21              | 1:2                          |                              | el. ME U-21 2021             |
| 12.                          | 09.10.2020                   | Gori                         | Gruzja U-21                  | Szwajcaria U-21              | 0:3                          |                              | el. ME U-21 2021             |
| 13.                          | 13.10.2020                   | Biel/Bienne                  | Szwajcaria U-21              | Liechtenstein U-21           | 3:0                          | Gol                          | el. ME U-21 2021             |

## Sukcesy

### Servette FC
- Wicemistrzostwo Swiss Challenge League (1×): 2014/2015
- Mistrzostwo Swiss Promotion League (1×): 2015/2016

### FC Sankt Gallen
- Wicemistrzostwo Szwajcarii (1×): 2019/2020

## Życie prywatne
Guillemenot urodził się w Genewie, w Szwajcarii. Jego ojciec jest Francuzem, a matka Portugalką.